# Агафангел (Константинидис)
Митрополи́т Агафа́нгел (греч. Μητροπολίτης Ἀγαθαγγέλος, в миру Стилиано́с Константини́дис, греч. Στυλιανὸς Κωνσταντινίδης; 27 декабря 1864, Маниса, Османская империя — 16 августа 1935, Хейбелиада) — епископ Константинопольской православной церкви, митрополит Эфесский (1932—1935).

## Биография
Родился 27 декабря 1864 года в анатолийской Магнесии в семье Константина и Маргариты.
Окончил церковную школу в Смирне. В 1879 году поступил Богословскую школу на острове Халки, которую окончил с отличием в 1886 году, защитив диссертацию: «ὅτι ἡ Μόνη Ἀληθὴς τοῦ Χριστοῦ Ἐκκλησία εἶναι ἡ Ὀρθόδοξος Ἀνατολικ».
Был хиротонисан во диакона с наречением имени Агафангел. Служил архидиаконом Ефесской митрополии. В 1886—1892 годы преподавал в центральной школе для девочек в Магнесии. С 1896 года преподавал в Халкинской богословской школе. Хиротонисан во пресвитера, возведён в достоинство архимандрита.
20 октября 1901 года хиротонисан во епископа Гревенского с возведением в сан митрополита.
С 13 марта 1910 года — митрополит Драмаский.
С 25 октября 1922 года — митрополит Неокесарийский.
С 20 марта 1924 года — митрополит Принкипонисский.
С 2 апреля 1927 года — митрополит Халкидонский.
Подал в отставку по состоянию здоровья. 28 июня 1932 года прошение было удовлетворено, при этом ему был усвоен почётней титул митрополита Эфесского.
Скончался 16 августа 1935 года на острове Халки, где и погребён.

## Сочинения
- ΑΓΑΘΑΓΓΕΛΟΥ ΧΑΛΚΗΔΟΝΟΣ (Ἐφέσου), Ἐπίτομος Χριστιανικὴ Ἠθική, μετὰ Πολλῶν Σημειώσεων, Σμύρνη, 1891.
- ΤΟΥ ΑΥΤΟΥ, Ὑπομνήματα περὶ Ἐκκλησιαστικῶν διαρρυθμίσεων // Ἐκκλ. Ἀλήθεια. 1908
- ΤΟΥ ΑΥΤΟΥ, Δραματικαὶ Περιπέτειαι τῆς Δράμας καὶ Ἀπελευθέρωσις Αὐτῆς, Καβάλα, 1913.
- ΤΟΥ ΑΥΤΟΥ, τὸ Ζήτημα τῶν Μικρασιατῶν καὶ Θρακῶν Ὁμογενῶν Προσφύγων, Ἄθ. 1914.
- ΤΟΥ ΑΥΤΟΥ, Περὶ τοῦ νῦν Εὐρωπαϊκοῦ Πολέμου, κλπ., δίς, Δράμα, Ἄθ., 1916.
- ΤΟΥ ΑΥΤΟΥ, Εἰκοσιφοίνισσα, Ἱερὰ Μονὴ Παγγαίου, Ἱστορία — Περιγραφή, Δράμα, 1916.
- ΤΟΥ ΑΥΤΟΥ, Θρησκευτικὴ Ἀλληλογραφία (μὲ τὸν καθηγητὴν Στέφανον Λαδᾶν) 1927.
- ΤΟΥ ΑΥΤΟΥ, Περὶ θρησκευτικῆς Συνεργασίας Ἁπασῶν τῶν Χριστιανικῶν Ἐκκλησιῶν // Ὀρθοδοξία, 1928
- ΤΟΥ ΑΥΤΟΥ, Ὑπόμνημα περὶ τοῦ Κύρους τοῦ Βαπτίσματος τῶν Σχιματικῶν // Ὀρθοδοξία, 1931.